# Паракаёган
Паракаёган (устар. Парака-Еган) — река в России, протекает по территории Нижневартовского района Ханты-Мансийского автономного округа. Устье реки находится в 314 км по правому берегу реки Кулынигол. Длина реки — 50 км, площадь водосборного бассейна — 264 км².
- В 26 км от устья, по левому берегу реки впадает река Ай-Паракаёган

## Данные водного реестра
По данным государственного водного реестра России относится к Верхнеобскому бассейновому округу, водохозяйственный участок реки — Вах, речной подбассейн реки — бассейн притоков (Верхней) Оби от Васюгана до Ваха. Речной бассейн реки — (Верхняя) Обь до впадения Иртыша.
Код объекта в государственном водном реестре — 13011000112115200038149.